# Vérvölgy
Vérvölgy (románul: Verveghiu) falu Romániában, Szilágy megyében.

## Fekvése
Szilágy megyében, Zsibótól északnyugatra fekvő település.

## Nevének eredete
A hagyományok szerint neve egy Szent István korabeli legendából ered, mely szerint a király serege a pogány vallás elfojtására a mai falu helyén lévő völgybe szorította be, és verte le a pogányokat, s e csata után vértől patakzó völgyről nevezték el a későbbi falut Vérvölgynek.

## Története
Vérvölgy nevét az oklevelek 1387-ben említették először, Werwelg néven. Nevét később többféle formában írták: 1387-ben Verweghe, 1446-ban Werwelgh néven volt említve.
1447-ben Rathoni Nagy (Magnus) Lőrinc volt a település fő birtokosa.
1446-1449 körül a Szentkirályi család tagjai voltak a falu birtokosai.
1553-ban Kaplyon György birtoka volt, és Kővárhoz tartozott.
1638-ig Nagydobai Spáczai János volt a falu legnagyobb birtokosa.
1639-ben Nagydobai Spáczai Pál birtokát annak hűtlensége miatt Görcsöni đerédi István kapta meg.
1716-ban Szécsi Györgynek és nejének Guti Juditnak is volt itt birtoka.
1847-ben 541 lakosa volt, ebből 1 római katolikus, 10 görögkatolikus és 530 református volt.
1890-ben 580 lakosából 571 magyar, 9 oláh, melyből 9 római katolikus, 9 görögkatolikus, 537 református, 25 izr.
Házainak száma: 136.
Vérvölgy a trianoni békeszerződés előtt Szilágy vármegye Zsibói járásához tartozott.

## Nevezetességek
- Református temploma 1803-ban épült. Egyik harangját 1774-ben, a másikat 1852-ben öntötték.[1]

## Népviseletek, népszokások
Vérvölgy 20. század eleji népviseletében a kék szín volt divatban. A vérvölgyiek különlegessége volt a kék posztóval bevont báránybőr kucsma, vagy sapka, mely visszahajtható fekete prémmel volt ellátva. Teteje lapos, hat czikkű, a közepén gyapjúból készült gomb helyezkedett el. Hátul a prém egy tenyérnyi helyen csonka, melyet itt fekete zsinór kötött össze. Nadrágjuk kék posztó, fekete lapos zsinórral, a szegényebbeknél pedig fehér harisnya, két oldalt piros, széles szegéllyel (csizmaszáron kívül viselték).